# Орден «На благо Республіки»
Орден «На благо Республіки» — державна нагорода Республіки Мальта.

## Історія
Орден «На благо Республіки» був заснований у 1975 році як організація, членство у якій можливе лише для громадян Республіки Мальта, які проявили особливі заслуги в служінні Мальті або всьому людству.
Кількість членів ордену обмежена до 20 осіб. Новий прийом членів у орден можливий тільки після утворення вакансії.
Кількісні обмеження на прийом в орден не поширюються на Почесних членів ордена, які включають як громадян Мальти, так і іноземців.
Члени ордена і Почесні члени мають право на розміщення після імені абревіатури «SG» (мальт. Sieħeb il-Ġieħ — «партнер честь»).

## Ступені
Орден має один ступінь. Знак ордена на широкій стрічці (через плече) і зірка ордена на лівій стороні грудей.

## Опис
Знаком ордена є овальний медальйон з блакитної емалі з широкою облямівкою білої емалі. В медальйоні золоте зображення сторожової вежі форту Валлетти. На облямівці золотими літерами: «Għall-Ġid tal-Maltin» і «Ġieħ ir-Repubblika» розділені п'ятикутними зірками. Зверху на медальйоні сидить із розправленими крилами золотий голуб. Знизу медальйон облямовують дві лаврові гілки із зеленої емалі.
Зірка ордена утворена багатьма променями й покрита діамантовими гранями. У центрі накладено знак ордена.
Орденська стрічка червоного кольору з білими смужками по краях.

## Список почесних членів ордена
Першим почесним членом ордена був Муаммар Каддафі (5 грудня 1975). Був він також першим, кого позбавлено цієї честі (26 серпня 2011)
- італійський президент Джованні Леоне, 1975
- голова КНР Лі Сяньнянь, 1984
- президент КНДР Кім Ір Сен, 1985
- португальський міністр Жозе Мануел Дурау Баррозу, 1994
- італійський кардинал Джованні Баттіста Ре, 1995
- французький кардинал Жан-Луї Торан, 1995
- італійський міністр Сюзанна Аньєллі, 1995
- бургомістр Берліна Клаус Воверайт, 2001
- кіпрський міністр Іоанніс Касулідіс, 2002
- польський міністр Влодзімеж Цімошевич, 2002
- польський міністр Яцек Пєхота, 2002
- італійський міністр Франко Фраттіні, 2004
- італійський міністр Антоніо Мартіно, 2004
- єврокомісар Гюнтер Ферхойген, 2004
- італійський президент Карло Адзеліо Чампі, 2005
- королева Великої Британії Єлизавета II, 2005
- латвійський президент Вайра Віке-Фрейберга, 2006
- перша леді України Катерина Ющенко, 2008
- перша леді Польщі Марія Качинська, 2009
- королева Іспанії Софія, 2009
- єврокомісар Жак Барро, 2011
- литовський президент Даля Грибаускайте, 2012